# Kiri Te Kanawa
Kiri Te Kanawa DBE, ONZ (Gisborne, 6 de março de 1944) é uma aclamada soprano lírica neozelandesa. O seu reportório vai do século XVII ao século XX. É particularmente dedicada às obras de Mozart, Richard Strauss, Verdi, Handel e Puccini.
Nos últimos anos, raramente atua em óperas, embora seja vista com frequência em recitais e concertos. Em agosto de 2009, o  jornal The Daily Telegraph de Londres relatou que ela deixaria de cantar óperas, que requerem uma disciplina exaustiva. A sua última apresentação operística foi em abril de 2010, na Ópera de Colônia, onde  cantou "Marschallin" de Der Rosenkavalier (Richard Strauss).

## Trajetória
Nascida Claire Mary Teresa Rawstron em Gisborne, Ilha do Norte, na Nova Zelândia, de origem maori e irlandesa, foi adotada, quando bebê, por Thomas Te Kanawa e sua mulher, Nell, que lhe deram o nome de Kiri. Thomas, assim como o pai biológico de Kiri era um maori, e Nell era de ascendência irlandesa, tal como a mãe biológica da cantora.
Foi educada no Saint Mary's College de  Auckland e preparada para o canto operístico pela Irmã Mary Leo, RSM. Começou a sua carreira como mezzo-soprano, passando posteriormente  a soprano.
Conheceu Desmond Park num encontro às cegas, em Londres, em agosto de 1967. Casaram-se seis semanas depois na Catedral de St Patrick, em Auckland. O casal adotou duas crianças - Antonia (nascida em 1976) e Thomas (nascido em 1979). O divórcio ocorreu em 1997.
Na adolescência e no começo de sua juventude, foi uma estrela pop e de entretenimento popular nos clubes da Nova Zelândia. Em 1965, venceu o Mobil Song Quest cantando a ária "Vissi d'Arte" da Tosca, de Puccini. Em 1963, obteve o segundo lugar, perdendo para Dama Malvina Major, mas recebeu uma bolsa de estudos em Londres. Em 1966 venceu o prestigioso Australian Melbourne Sun-Aria.
Em 1966, sem uma audição prévia, ela ingressou no Centro de Ópera de Londres para estudar com Vera Rózsa e James Robertson.
Suas primeiras aparições foram em A Flauta Mágica, de (Mozart) e em Dido e Eneias, de Henry  Purcell, em dezembro de 1968, no Sadler's Wells Theatre. Cantou, também, o papel-título da ópera Anna Bolena, de Gaetano Donizetti. Em 1969 fez a  Elena, de La Donna del Lago de Gioacchino Rossini, no Camden Festival,  e a Condessa de Almaviva, em Le Nozze di Figaro. Após a apresentação, o maestro Colin Davis disse: "Não posso acreditar nos meus ouvidos. Presenciei milhares de audições, mas essa tem uma voz fantasticamente linda". Orgulhoso por Idamante, em Idomeneo (Mozart), ele ofereceu três anos de contrato no Royal Opera House, Covent Garden, onde Kiri fez a sua estreia como Xénia, em Boris Godunov, e uma das seis moças-flores, em Parsifal  (1970).

### Carreira internacional

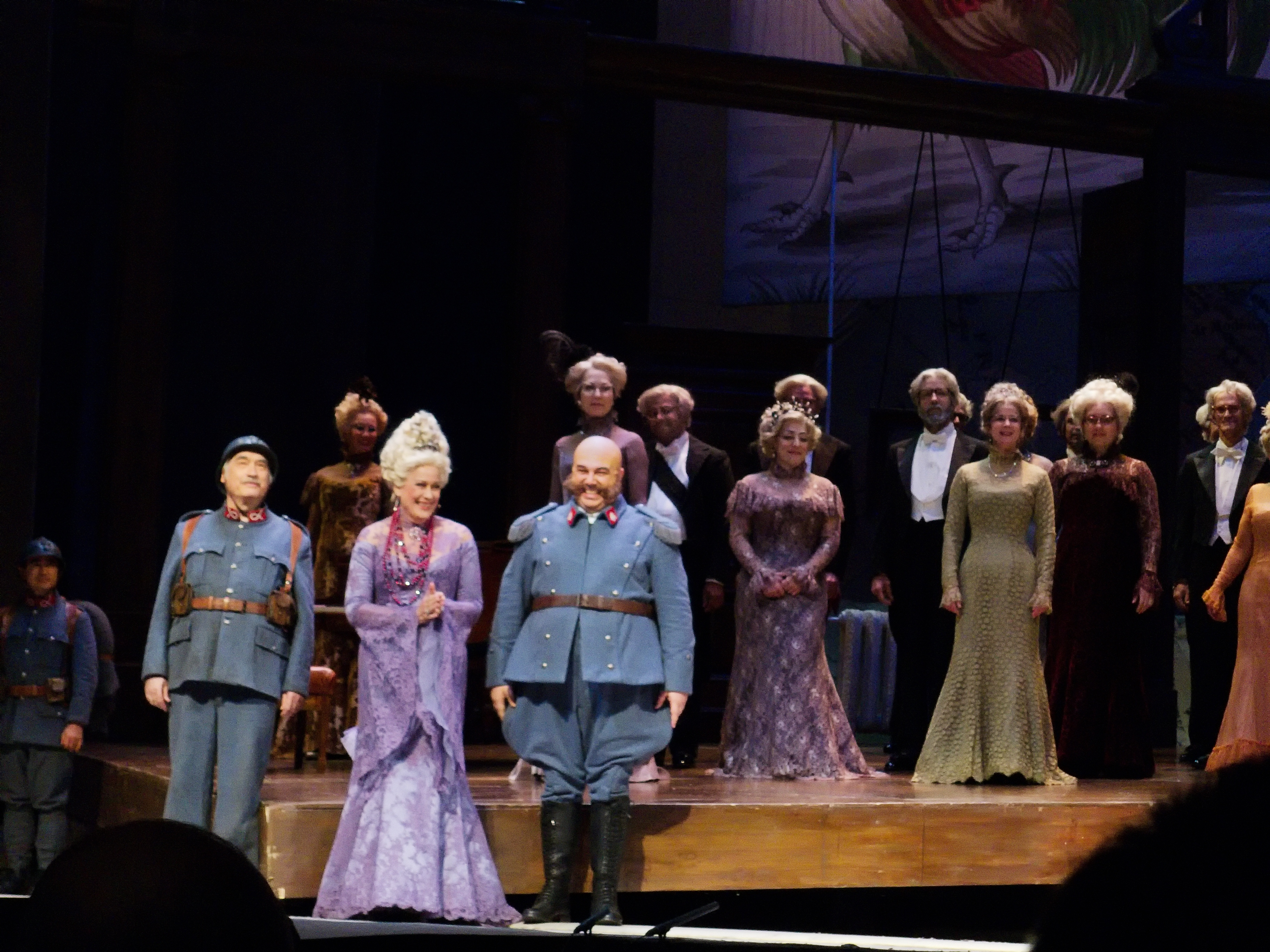
Kiri Te kanawa à frente do elenco de La Fille du régiment, de Donizetti.
Metropolitan Opera House, 24 de dezembro de 2011

Kiri Te Kanawa apresentou-se como a Condessa de Almaviva, em Le Nozze di Figaro, na Santa Fe Opera, no Covent Garden, na Opéra national de Lyon e na San Francisco Opera, entre 1971 e 1972. Sua estréia no Metropolitan Opera House foi em 1974, como Desdemona em Otello, apresentando-se no lugar de Teresa Stratas, no último minuto. Ela cantou no Glyndebourne Festival em 1973. Outras estréias memoráveis foram em Paris (1975), Milão e Sydney (1978), Salzburgo (1979) e Viena (1980).
Em outros anos, ela apresentou-se na Ópera Lírica de Chicago, na Ópera de Paris, na Casa de Ópera de Sydney, na Ópera Estatal de Viena, no La Scala e na San Francisco Opera, adicionando os papéis mozartianos de Donna Elvira (Don Giovanni), Pamina (A flauta mágica) e Fiordiligi (Così fan tutte) ao seu repertório.
Te Kanawa foi vista e ouvida por aproximadamente 600 milhões de pessoas em 1981, quando cantou "Let the Bright Seraphim" de Handel, no casamento de Charles, Príncipe de Gales com Lady Diana Spencer.
Estabelecida na Inglaterra desde 1966, quando chegou ao país optou por continuar seus estudos de canto no renomado London Opera Centre. Após várias apresentações em teatros de menor projeção, estreou com grande sucesso na Royal Opera House (Covent Garden) em 1971, no papel da Condessa Almaviva, em As Bodas de Fígaro, de Mozart.
Prima donna da Royal Opera House, em seu palco apresentou-se ao longo de três décadas. Foi convidada pelo príncipe Charles, seu admirador e amigo, para cantar no seu casamento com a então Lady Di. Todos os grandes teatros de ópera do mundo a tiveram em seus palcos, notadamente o Metropolitan Opera House, de Nova Iorque que já a recebeu inúmeras vezes.
É divorciada e mãe de um casal de filhos, ambos - tal como ela mesma - adotados. Hoje, semi-aposentada, continua a morar na Inglaterra e dedica-se à Fundação Kiri Te Kanawa, que criou em Auckland com o objetivo de ajudar os talentos da música erudita locais. Sua portentosa e aveludada voz, somada a uma técnica impecável e a uma presença cênica forte e carismática garantem seu nome na galeria das maiores cantoras líricas de todos os tempos.
A 28 de junho de 2008 apresentou-se no Casino Estoril, concerto do qual um dos pontos altos foi o dueto com Mariza em Summertime.

### Honrarias
Em 1982, Kiri Te Kanawa foi nomeada  Dame Commander of the Order of the British Empire por sua contribuição à ópera. Em 1990, foi nomeada  Honorary Companion of the Order of Australia por seus serviços às artes, particularmente à  opera, e à comunidade. Em 1995,  foi indicada para a Ordem da Nova Zelândia.